# 마룬 5의 수상 및 후보 목록
다음은 미국 캘리포니아주 로스앤젤레스 출신의 팝 록 밴드 마룬 5의 수상 및 후보 목록이다. 마룬 5는 지금까지 세 번의 그래미상, 세 번의 아메리칸 뮤직 어워드, 세 번의 빌보드 뮤직 어워드, 두 번의 가온 차트 K-POP 어워드 등을 수상하며 국내외 많은 시상식에 수상 또는 노미네이트되었다.

## 가온 차트 K-POP 어워드
가온 차트 K-POP 어워드는 대한민국의 공인 음악 차트인 가온 차트에서 주최하는 음악 시상식으로, 2012년 처음 개최되었다. 마룬 5는 네 번의 수상을 하였다.
| 연도 | 후보 작품           | 수상 부문          | 결과 |
| ---- | ------------------- | ------------------ | ---- |
| 2011 | "Moves Like Jagger" | 올해의 해외 음원상 | 수상 |
| 2012 | "Payphone"          | 올해의 해외 음원상 | 수상 |
| 2014 | "Maps"              | 올해의 해외 음원상 | 수상 |
| 2017 |                     | 올해의 해외 음원상 | 수상 |

## 골든티켓어워즈
골든티켓어워즈는 인터파크가 주관하며, 한 해동안 가장 티켓 판매량이 높고 인터파크 자체 공연 랭킹이 높은 공연자에게 수여하는 상이다. 마룬 5는 세 번의 상을 받았다.
| 연도 | 후보 작품 | 수상 부문    | 결과 |
| ---- | --------- | ------------ | ---- |
| 2012 | 마룬 5    | 내한뮤지션상 | 수상 |
| 2013 | 마룬 5    | 내한뮤지션상 | 수상 |

## 그래미상
그래미상(Grammy Awards)은 세계적인 음악 시상식으로 미국 음반 예술 산업 아카데미에 의해 선정된다. 마룬 5는 지금까지 총 11번의 후보와 세 번의 수상을 했다.
| 연도 | 후보 작품                                        | 수상 부문                         | 결과 |
| ---- | ------------------------------------------------ | --------------------------------- | ---- |
| 2005 | 마룬 5                                           | 최우수 신인상                     | 수상 |
| 2005 | "She Will Be Loved"                              | 최우수 팝 보컬 퍼포먼스 듀오/그룹 | 후보 |
| 2006 | "This Love" (Live – Friday The 13th 버전)        | 최우수 팝 보컬 퍼포먼스 듀오/그룹 | 수상 |
| 2008 | "Makes Me Wonder"                                | 최우수 팝 보컬 퍼포먼스 듀오/그룹 | 수상 |
| 2008 | It Won't Be Soon Before Long                     | 최우수 팝 보컬 앨범               | 후보 |
| 2009 | "Won't Go Home Without You"                      | 최우수 팝 보컬 퍼포먼스 듀오/그룹 | 후보 |
| 2009 | "If I Never See Your Face Again" (리한나와 함께) | 최우수 콜라보레이션 보컬          | 후보 |
| 2011 | "Misery"                                         | 최우수 팝 보컬 퍼포먼스 듀오/그룹 | 후보 |
| 2012 | "Moves Like Jagger" (크리스티나 아길레라와 함께) | 최우수 팝 퍼포먼스 듀오/그룹      | 후보 |
| 2013 | "Payphone" (위즈 칼리파와 함께)                  | 최우수 팝 보컬 퍼포먼스 듀오/그룹 | 후보 |
| 2013 | Overexposed                                      | 최우수 팝 보컬 음반               | 후보 |

## 니켈로디언 오스트레일리아 키즈 초이스 어워드
니켈로디언 오스트레일리아 키즈 초이스 어워드(Nickelodeon Australian Kids' Choice Awards)는 방송사 니켈로디언의 오스트레일리아 방송이 주최하는 시상식이다. 마룬 5는 한 번 후보에 올랐다.
| 연도 | 후보 작품 | 수상 부문                     | 결과 |
| ---- | --------- | ----------------------------- | ---- |
| 2007 | 마룬 5    | 가장 좋아하는 인터내셔널 밴드 | 후보 |

## 니켈로디언 키즈 초이스 어워드
니켈로디언 키즈 초이스 어워드(Nickelodeon Kids' Choice Awards)는 미국의 방송사 니켈로디언이 주최하는 시상식이다. 마룬 5는 한 번 후보에 올랐다.
| 연도 | 후보 작품 | 수상 부문               | 결과 |
| ---- | --------- | ----------------------- | ---- |
| 2013 | 마룬 5    | 가장 좋아하는 음악 그룹 | 후보 |

## 브릿 어워드
브릿 어워드(BRIT Awards)는 매년 BPI에 의해 개최되는 시상식이다. 마룬 5는 총 네 번 후보로 올랐다.
| 연도 | 후보 작품        | 수상 부문                | 결과 |
| ---- | ---------------- | ------------------------ | ---- |
| 2005 | 마룬 5           | 최우수 인터내셔널 그룹   | 후보 |
| 2005 | Songs About Jane | 최우수 인터내셔널 음반   | 후보 |
| 2005 | 마룬 5           | 인터내셔널 신인 아티스트 | 후보 |
| 2012 | 마룬 5           | 최우수 인터내셔널 그룹   | 후보 |

## 싸이월드 디지털 뮤직 어워드
싸이월드 디지털 뮤직 어워드는 싸이월드 주최의 음악 시상식이다.
| 연도 | 후보 작품 | 수상 부문             | 결과 |
| ---- | --------- | --------------------- | ---- |
| 2011 | 마룬 5    | 인터내셔널 아티스트상 | 수상 |

## 아메리칸 뮤직 어워드
아메리칸 뮤직 어워드(American Music Awards)는 1973년 딕 클라크에 의해 만들어진 음악 시상식이다. 마룬 5는 총 7번 후보로 올라 2번 수상하였다.
| 연도 | 후보 작품   | 수상 부문                                | 결과 |
| ---- | ----------- | ---------------------------------------- | ---- |
| 2004 | 마룬 5      | 가장 좋아하는 신인 아티스트              | 후보 |
| 2005 | 마룬 5      | 가장 좋아하는 어덜트 콘템포러리 아티스트 | 후보 |
| 2007 | 마룬 5      | 가장 좋아하는 팝/록 밴드/듀오/그룹       | 후보 |
| 2011 | 마룬 5      | 가장 좋아하는 팝/록 밴드/듀오/그룹       | 수상 |
| 2012 | 마룬 5      | 올해의 아티스트                          | 후보 |
| 2012 | 마룬 5      | 가장 좋아하는 팝/록 밴드/듀오/그룹       | 수상 |
| 2012 | Overexposed | 가장 좋아하는 팝/록 음반                 | 후보 |
| 2013 | 마룬 5      | 가장 좋아하는 어덜트 콘템포러리 아티스트 | 수상 |

## Q 어워드
| 연도 | 후보 작품   | 수상 부문   | 결과 |
| ---- | ----------- | ----------- | ---- |
| 2004 | 마룬 5      | 최고의 신인 | 수상 |
| 2004 | "This Love" | 최고의 싱글 | 후보 |

## 대한민국 내 기록
2008년
- 첫 내한 공연

2011년
- 두 번째 내한 공연 현대카드 슈퍼콘서트; 현대카드 슈퍼콘서트 사상 최초로 이틀간의 공연
- 가온 차트 K-POP 어워드 올해의 해외음원상
- 싸이월드 디지털 뮤직 어워드 인터내셔널 아티스트상
- 국내 라디오 팝차트 12주 1위
- 2011년 발매 "Moves Like Jagger" 4,552,286장 이상의 판매고[1][2]

2011년 ~ 2012년
- 멜론 팝차트 24주 1위

2012년
- 세 번째 내한 공연
- 제2회 가온 차트 K-POP 어워드 올해의 해외 음원상
- 골든티켓어워즈 내한뮤지션상
- 멜론 뮤직 어워드 스페셜상 Pop 부문
- 2012년 발매 "Payphone" 2,239,658장 이상의 판매고[3][4]
- 2012년 발매 "One More Night" 2,086,680장 이상의 판매고[5][6]

2013년
- 골든티켓어워즈 내한뮤지션상

2014년
- 네 번째 내한 공연 현대카드 시티브레이크
- 2014년 발매 "Maps" 국내 음악 역사상 최초로 모든 차트의 1위를 석권한 해외 음악가의 타이틀을 거머쥠.
- 2014년 발매 "Maps" 1,014,485장 이상의 판매고
- 가온 차트 K-POP 어워드 올해의 해외음원상